# John Joseph Murphy
John Joseph Murphy (St. John's, 1922) é um homem de negócios do Canadá e político aposentado; foi prefeito de St. John's, Terra Nova e Labrador.